# Szilaj: Zabolátlanok
A Szilaj: Zabolátlanok (eredeti cím: Spirit Untamed) 2021-ben bemutatott amerikai számítógépes animációs film, amelyet Elaine Bogan rendezett, és Ennio Torresan társrendezte rendezői debütálásukban. Önálló folytatása a Szilaj, a vad völgy paripája animációs filmnek és a Szilaj, a szabadon száguldó animációs sorozatnak. A DreamWorks Animation és a Walden Media gyártotta, 2021. június 4-én adta ki a Universal Pictures. Magyarországon 2021. július 8-án jelent meg a UIP-Dunafilm forgalmazásában.

## Cselekmény
Lucky Prescott kénytelen a nagyvárosi otthonából átmenetileg egy határ menti kisvárosba utazni, ahol az apja egyedül él, és ahol minden idegen számára. Lucky  még lovagolni sem tud, pedig az édesanyja híres lovas volt. De az élete megváltozik, amikor új barátokat szerez két kislány személyében, és elválaszthatatlan köteléket köt a Szilaj nevű vad musztánggal. Ám amikor Szilaj csordáját befogják, és el akarják adni, Lucky és újonnan szerzett barátai veszélyes kalandra indulnak, hogy megmentsék a lovakat.

## Szereplők
| Szereplő           | Eredeti hang    | Magyar hang      |
| ------------------ | --------------- | ---------------- |
| Jim Prescott       | Jake Gyllenhaal | Seder Gábor      |
| Lucky Prescott     | Isabela Moner   | Pekár Adrienn    |
| Pru Granger        | Marsai Martin   | Csuha Bori       |
| Abigail Stone      | Mckenna Grace   | Szűcs Anna Viola |
| Cora Prescott      | Julianne Moore  | Hámori Eszter    |
| Al Granger         | Andre Braugher  | Varga Rókus      |
| Hendricks          | Walton Goggins  | Nagypál Gábor    |
| Milagro Navarro    | Eiza González   | Kelemen Kata     |
| James Prescott Sr. | Joe Hart        | Rosta Sándor     |
| Snips Stone        | Lucian Perez    |                  |